# Wilhelm von Radziwill

Fürst Wilhelm Radziwill

Friedrich Wilhelm Paul Nikolaus Fürst von Radziwill (* 19. März 1797 in Berlin; † 5. August 1870 ebenda) war ein preußischer General der Infanterie und Gründungspräsident der Numismatischen Gesellschaft zu Berlin.

## Leben

### Herkunft
Wilhelm Fürst von Radziwill war Abkömmling der Radziwills, eines der ältesten litauischen Fürstengeschlechter und des mächtigsten Adelsgeschlechts der 1. Polnischen Republik. Kaiser Maximilian I. ernannte Nikolaus Radziwill (~1450–1508), den Palatin von Wilna, zum Reichsfürsten des Heiligen Römischen Reiches und Karl V. übertrug diese Würde 1547 auf dessen Neffen und seine Nachkommen, die zu den Stammvätern der blühenden Linie des Hauses Radziwill wurden.
Wilhelm war der Sohn des Fürsten Anton Radziwiłł und dessen Gemahlin Prinzessin Luise von Preußen, Nichte Friedrichs des Großen und Schwester des Prinzen Louis Ferdinand. Eine von Wilhelms Schwestern war Prinzessin Elisa Radziwill, die Jugendliebe des späteren Deutschen Kaisers Wilhelm I. Sein Bruder war Boguslaw Fürst von Radziwill.

### Militärkarriere
Wilhelm besuchte das Friedrich-Wilhelm-Gymnasium und das Friedrichwerdersche Gymnasium in Berlin und trat 1813 als Sekondeleutnant ins III. Armeekorps unter von Bülow ein. Er nahm an den Schlachten bei Leipzig und Laon, an den Gefechten bei Herzogenbusch, Deuren, Leonhout, an der Belagerung von Soissons und am Sturm auf Arnheim teil. Ausgezeichnet mit dem Eisernen Kreuz II. Klasse und dem Schwertorden wurde er im Mai 1815 zum Kapitän befördert und wiederum dem Korps Bülow zugeteilt.
Im Rang eines Majors trat er nach dem Zweiten Pariser Frieden zur weiteren Ausbildung in die Allgemeine Kriegsschule ein und wurde zugleich Mitglied der Militärischen Gesellschaft in Berlin. 1821 erhielt er seine Versetzung als Bataillonskommandeur nach Posen, „wo sein Haus einen glänzenden Mittelpunkt der Gesellschaft bildete.“
Im Jahr 1829 bereiste er Italien und besuchte Griechenland und Konstantinopel, um sich ein Bild von der militärischen und politischen Lage in den damaligen Krisengebieten zu verschaffen. Nach seiner Rückkehr erhielt er das Kommando des 11. Infanterie-Regiments in Breslau und wurde 1832 zum Oberst befördert. Der Tod seines Vaters zwang ihn, das Kommando abzugeben und sich der Verwaltung seiner Güter zu widmen. 1833 wurde er Ehrenritter des Malteserordens. Als Kommandeur der 6. Landwehr-Brigade kehrte er 1838 in sein aktives Dienstverhältnis zurück. 1839 wurde er zum Generalmajor und 1846 zum Generalleutnant befördert.
Im Schleswig-Holsteinischen Krieg (1848–1851) übernahm er unter Generalfeldmarschall von Wrangel gegen Dänemark das Kommando der preußischen Truppen. Für sein umsichtiges und tapferes Verhalten bei Schleswig und Düppel erhielt er den Orden Pour le Mérite.
Im Mai 1849 wurde er zum Kommandanten von Torgau ernannt und 1852 Kommandierenden General des IV. Armee-Korps in Magdeburg. Als Auszeichnung für seine Leistungen erfolgte 1853 seine Ernennung zum Chef des 27. Infanterie-Regiments. Als General der Infanterie kommandierte er ab 1858 das III. Armee-Korps und bekleidete während der Mobilmachung anlässlich des Sardinischen Krieges 1859 das Amt des Militärgouverneurs der Provinz Brandenburg.

Mit der Neubildung des Heeres ab 1860 war er Chef des Ingenieur- und Pionierkorps und Generalinspektor der preußischen Festungen. 

„Er hat die ihm hier gestellten Aufgaben mit großem Geschick gelöst; die Schärfe seines Verstandes und sein militärisches Können bewährten sich auch auf diesem für ihn gänzlich neuen Gebiet. Er hob die Technik der Pioniere, setzte ihre organisatorische Vermehrung durch und richtete sein Hauptaugenmerk auf die soldatische Ausbildung der Truppe. Mit Recht trug das ostpreuß. Pionierbataillon Nr. 1 in Anerkennung der Verdienste des Fürsten um das Pionier- und Ingenieurkorps bis zu seiner Auflösung im Jahre 1918 den Namen ‚Fürst Radziwill‘.“

1843 gehörte er zu den Gründern der Numismatischen Gesellschaft zu Berlin, der ältesten numismatischen Vereinigung in Deutschland. Dahinter stand eine Initiative des Berliner Privatdozenten Bernhard von Koehne, später Direktor an der St. Petersburger Eremitage. Radzwill bekleidete für mehrere Jahrzehnte das Amt des Präsidenten der neuen Gesellschaft bis zu seinem Tod 1870. Als Präsident bzw. späterer Vorsitzender der Numismatischen Gesellschaft zu Berlin folgte ihm Kammerherr Adolf von Rauch.
Nachdem sich Radziwill von einem 1864 erfolgten Schlaganfall erholt hatte, ging er 1866 in den Ruhestand. Der Fürst starb 1870 in seinem Berliner Palais in der Wilhelmstraße 77 und wurde daraufhin im Familienmausoleum von Schloss Antonin beigesetzt. 1875 wurde das Palais Radziwill für zwei Millionen Taler an das Deutsche Reich verkauft. Es diente fortan als Amtssitz des Reichskanzlers.

### Familie
Radziwill verheiratete sich am 23. Januar 1825 in Posen mit Helene Prinzessin Radziwill aus dem Hause Klek (1805–1827), mit der er die Tochter Ludwika (1826–1828) hatte. Nach dem Tod seiner ersten Ehefrau heiratete Radziwill am 4. Juni 1832 Mathilde Gräfin von Clary und Aldringen (1806–1896). Aus dieser Ehe gingen folgende Kinder hervor:
- Anton (1833–1904), preußischer General der Artillerie und Generaladjutant Kaiser Wilhelm I.
- Friedericke Wilhelmine Luise Marianne Mathilde (1836–1918) ⚭ 9. Oktober 1867 Fürst Hugo Alfred von Windisch-Grätz (1823–1904), k. k. Generalmajor
- Luise Marianne Auguste Elisabeth Leontine (* 1839)
- Leonie Wanda August Elisa (* 1841)
- Friedrich Wilhelm Janus (* 1843), preußischer Rittmeister
- Adam Karl Wilhelm (1845–1911), preußischer Major a. D., russischer Kammerherr ⚭ 1873 Katarzyna Rzewuska (1858–1941)

## Ehrungen
Radziwill war seit 1858 Ehrenbürger von Magdeburg. Nach seinem Tod erhielt 1889 das Pionier-Bataillon Nr. 1 den Beinamen „Fürst Radziwill“. Außerdem hatte Radziwill folgende Orden und Ehrenzeichen erhalten:
- Orden des Heiligen Wladimir IV. Klasse 1814
- St. Hubertusorden am 28. Juni 1825
- Roter Adlerorden I. Klasse mit Eichenlaub am 10. September 1840
- Russischer Orden der Heiligen Anna I. Klasse am 17. September 1843
- Großkreuz des Leopold-Ordens am 21. Dezember 1852
- Großkreuz des Hausordens vom Weißen Falken am 18. Oktober 1853
- Großkreuz des Ordens Heinrichs des Löwen am 17. November 1853
- Großkreuz des Hausordens Albrechts des Bären am 10. Februar 1855
- Brillanten zum Schwarzen Adlerorden am 15. Oktober 1861